# Delta Bootis
Delta Bootis (δ Boo / 49 Bootis / HD 135722) es una estrella en la constelación de Bootes de magnitud aparente +3,46.
Sin nombre propio habitual, ocasionalmente es conocida como Princeps, «príncipe» o «principal» en latín.
Se encuentra a 117 años luz de distancia del sistema solar.
Delta Bootis es una gigante amarilla de tipo espectral G8III y 4990 K de temperatura, con una luminosidad 59 veces mayor que la del Sol. El valor de su diámetro, obtenido a partir de la medida de su diámetro angular, es 10,4 veces mayor que el del Sol. Su metalicidad es baja comparada a la solar, en torno al 40% de la misma; como resultado de ello, por su espectro está clasificada como una estrella con líneas débiles de CN (cianógeno).
Delta Bootis tiene una compañera estelar de magnitud +7,8, una enana de tipo espectral G0 similar al Sol. Sin embargo, su baja luminosidad —un 80% de la solar— y su pequeño tamaño en relación con su temperatura de 5900 K —su radio equivale al 87% del radio solar—, sugieren que puede ser una estrella subenana; ello concuerda con la baja metalicidad observada en Delta Bootis A. Visualmente están separadas casi 2 minutos de arco, lo que equivale a una separación real de al menos a 3800 UA y un período orbital de más de 120 000 años.